# Walter Steinweden
Walter Steinweden (* 9. Juli 1900 in Leipzig; † 13. März 1990 in Frankfurt am Main) war ein deutscher Unternehmer.

## Jugend
Als Sohn einer Leipziger Papierwarengroßhändlerfamilie absolvierte Walter Steinweden nach seinem Militärdienst 1917 an der Westfront ein Wirtschaftsstudium an der Universität Leipzig.
Gleichzeitig wurde er Mitglied der Burschenschaft Ghibellinia Leipzig, der er bis zum Verbot der Studentenbünde im Jahr 1935 angehörte und auch noch darüber hinaus aktiv unterstützte. So war er zuletzt Bundesführer in der schlagenden Verbindung und initiierte 1933 den Kauf eines repräsentativen Verbindungshauses mit 15 Zimmern in der Schwägerichenstr. 29 in Leipzig. Im Februar 1936 wird die Burschenschaft durch den Gausturmbannführer aufgelöst und das Verbindungshaus im Januar 1937 verkauft.

## Unternehmensgründung
Im Alter von 21 Jahren, gründete er am 1. Oktober 1921 in Leipzig die Stahlgroßhandlung Walter Steinweden – noch vor Beendigung seines Studiums als Diplom-Kaufmann. Die Farben des Stadtwappens der Stadt Leipzig werden dabei Bestandteil des bis 2014 bestehenden Firmenlogos.
Steinweden baute als jüngster deutscher Stahlhändler sein Geschäft zügig aus: Die Firma beliefert zunächst Handwerk und Industrie in der Region. Zu den Kunden zählten u. a. Steinbrüche, die mit Meisselstahl beliefert wurden sowie Maschinenbauer, für die in der Folgezeit ein beständig wachsendes Blankstahlsortiment aufgebaut wurde.

## Die 1920er- und 1930er-Jahre
1923 reiste Steinweden erstmals in die USA und besichtigte dort die Produktionsstätten der US-Automobilindustrie in Detroit, um neue Ideen für die weitere Geschäftsentwicklung zu sammeln. Er erkannte, dass Kundenorientierung und Geschwindigkeit wichtige Erfolgskriterien sind und setzte daher auf eigene, umfassende Lagerhaltung, um diese Kriterien erfüllen zu können. Trotz Inflation und Weltwirtschaftskrise schaffte er es, das neue Unternehmen ständig weiter auszubauen und das in den USA gesammelte Know-how erfolgreich umzusetzen. Ende der 1930er-Jahre verfügte er bereits über mehrere Läger im Raum Leipzig und war landesweit tätig.
Parallel dazu machte er sich in der Leipziger Gesellschaft einen Namen als Kunstsammler und Wirtschaftsförderer. So war er mit mehreren Künstlern wie z. B. Ernst Frommhold und Paul Souchay bekannt und war ein Bewunderer der Arbeiten von Max Klinger und Otto Greiner. Zugleich war er mit der Familie Beckmann befreundet. Er war Mitglied in der Deutsch-Japanischen Gesellschaft und wurde in zahlreiche Ehrenämter gewählt. So war er u. a. Vorsitzender des Kaufmännischen Vereins und Handelsgerichtsrat in Leipzig. Von 1934 bis 1937 Beirat der Industrie- und Handelskammer Leipzig und von 1937 bis 1945 zweiter stellvertretender Präsident der Industrie- und Handelskammer in Leipzig.
Schon früh wurde er in der Wirtschaftsförderung tätig und gründete die Vereinigung der Förderer des Groß- und Außenhandels-Studiums an der Handels-Hochschule zu Leipzig.
Auf technischem Gebiet schuf er zusammen mit Ernst Schiebold die Vereinigung zur Förderung röntgentechnischer Roh- und Werkstoff-Forschung an der Universität Leipzig, einem Vorläufer der von Schiebold gegründeten Deutschen Gesellschaft für Zerstörungsfreie Prüfung e. V. (DGZfP).

## Die 1940er-Jahre und die Nachkriegszeit
Im Zuge der Einbindung der Industrie in die Strukturen des Dritten Reiches wurde er 1936 in das Präsidium der Reichsvereinigung Eisen berufen, dem er bis 1945 angehört, was seine spätere Verhaftung durch die Alliierten zur Folge hatte. Anfang der 1940er-Jahre heiratet er seine dritte Ehefrau Magdalena Urlass. Das Paar hat zwei Söhne, Wolfgang und Roland Steinweden.
Nach Kriegsende wurde er zusammen mit weiteren Industriellen wie Hermann Röchling und Alfried Krupp, die ebenfalls in der Reichsvereinigung Eisen organisiert waren, zunächst von den Amerikanern verhaftet und bei deren Abzug aus Leipzig zunächst freigelassen, um dann von den nachrückenden Sowjets erneut verhaftet zu werden. In dieser Zeit verwaltet die Stadt das Unternehmen. Nach einem Jahr wurde er als „minderbelastet“ aus alliierter Internierung entlassen. Es gelang Steinweden nach der sog. „Stunde Null“ ein erfolgreicher Neuanfang als Unternehmer. Dies u. a. auf Grund guter Kontakte zu Herstellerwerken in England und Schweden, was Nachforschungen der Staatssicherheit (Stasi) zur Folge hatte, die eine Akte über ihn anlegte und Informanten auf ihn ansetzte.

## Die 1950er- und 1960er-Jahre
1952 wird von der SED ein Prokurist für das Unternehmen gestellt. Es droht der Firma die Verstaatlichung des neu aufgebauten Unternehmens. Steinweden entschloss sich infolgedessen – noch vor dem Bau der Mauer – mit der Familie in den Westen zu fliehen. Über mehrere Etappen gelangte er mit der Familie nach Frankfurt am Main.
Im Alter von 52 Jahren baute er das Unternehmen ein weiteres Mal auf. Dank seiner weiterhin guten Kontakte zu langjährigen Lieferanten gelang ihm ein weiterer erfolgreicher Neubeginn – dieses Mal in Frankfurt am Main, wo auch Teile der befreundeten Familie Beckmann untergekommen waren. Er partizipierte am Wirtschaftswachstum der 1950er- und 1960er-Jahre und vergrößerte das Unternehmen am neuen Standort Hemmerichsweg, bis 1966 ein großer Neubaukomplex im Frankfurter Osten in der Orber Straße entstand, der bis heute Firmensitz ist.
Steinweden pflegte über die Jahre hinweg ein enges Netzwerk zu zahlreichen Werken, Händlern und in die Industrie und er war in zahlreichen Branchenorganisationen aktiv. Hierzu zählen u. a. der aufgelöste Bundesverband Deutscher Stahlhandel, die Arbeitsgemeinschaft Blankstahlhandel (ABH) und der Bundesverband des deutschen Groß- und Außenhandels (BGA). Von 1954 bis 1974 war er Vorstandsmitglied im RKW (Rationalisierungs- und Innovationszentrum der Deutschen Wirtschaft e. V.), das u. a. die Umsetzung des Marshallplans in Deutschland unterstützte.

## Die 1970er- bis 1990er-Jahre
Das Unternehmen expandierte unter Mitwirkung der beiden Söhne und positionierte sich als Vollsortimenter im Bereich Blankstahl und Blankgezogene Profile. Die Hallenfläche wurde 1974 auf 2000 m² verdoppelt, um dem Wachstum Rechnung zu tragen. Ende der 1970er-Jahre wurde das Edelstahlsegment weiter ausgebaut, so dass Ende der achtziger Jahre erstmals rund 5000 Positionen im Sortiment bevorratet werden können.
Bis kurz vor seinem Tod war Steinweden in seinem Unternehmen tätig. Er galt als „Deutschlands ältester aktiver Stahlhändler“. Nach seinem Tod im Jahr 1990 übernahmen seine Söhne Wolfgang Steinweden und Roland Steinweden das Unternehmen, das seitdem als Walter Steinweden Stahlgrosshandlung GmbH fortgeführt wurde. Nach dem Tod von Geschäftsführer Wolfgang Steinweden am 12. Mai 2012 wurde das Unternehmen vom verbliebenen Geschäftsführer Roland Steinweden mit Wirkung zum 1. Juli 2014 an die Alois Schmitt GmbH & Co. KG mit Sitz in Karlsruhe verkauft. Das Unternehmen wird seitdem als Niederlassung Frankfurt unter diesem neuen Namen weiter geführt.

## Sonstiges
Teile der Kunstsammlung Steinwedens befinden sich noch heute in Familienbesitz. Hierzu zählen u. a. Arbeiten aus dem Nachlass von Paul Souchay und das Hauptwerk von Ernst Frommhold „Windstärke10“. Das 1905 in Rom entstandene Bild „Herkules bei Omphale“ von Otto Greiner aus dieser Sammlung, das Steinweden bei Kriegsende aus dem zerstörten Leipzig rettete, ist seit Ende 2010 Teil der Sammlung der Staatsgalerie Stuttgart.